# Barro (Ceará)
Barro is een gemeente in de Braziliaanse deelstaat Ceará. De gemeente telt 21.556 inwoners (schatting 2009).